# Leucipa y Clitofonte
Las Aventuras de Leucipa y Clitofonte (en griego  τὰ κατὰ Λευκίππην καὶ Kλειτoφῶντα), escrita por Aquiles Tacio, es una de las cinco novelas griegas conservadas.  Esta obra es notable por sus semejanzas con la novela Dafnis y Cloe de Longo, y su leve tono paródico. 

## Resumen de argumento
El narrador, un personaje anónimo, es abordado por el joven Clitofonte que le acaba relatando sus increíbles aventuras.
Según su relato, Clitofonte, aunque estaba prometido a su medio hermana Caligone, se enamora perdidamente de su prima Leucipa que está de visita en Tiro, ciudad natal del joven. Hasta Tiro llega también Clistenes, un joven procedente de Bizancio, que pretende secuestrar a Leucipa, que tiene fama de gran belleza. Sin embargo, Clistenes yerra y secuestra a Caligone, la prometida del protagonista, en lugar de Leucipa.
Clitofonte intenta visitar a Leucipa por la noche en su habitación, pero la madre de esta, alertada por un sueño premonitorio, los descubre. Temiendo represalias, los dos enamorados huyen de Tiro en un barco. Allí conocen al infeliz Menelao cuya novia acaba de morir por su culpa. Tras padecer un naufragio, llegan al delta del Nilo donde un grupo de bandidos los captura. Clitofonte es rescatado, pero no Leucipa a quien los crueles bandidos pretenden sacrificar. Clitofonte cree ser testigo del terrible sacrificio de su amada y decide suicidarse junto a la tumba de ella. Finalmente, se descubre que Leucipa no había sido sacrificada y que todo había sido una representación teatral del grupo de cautivos de los bandidos. 
El ejército egipcio pronto rescata al grupo de cautivos, pero el general de los soldados cae enamorado de Leucipa. Esto no tarda en atraer las iras de una rival que le suministra un brebaje que provoca la locura de la joven. Leucipa se salva finalmente gracias al antídoto que un nuevo personaje, Céreas le proporciona. Entonces los enamorados marchan confiados a Alejandría donde la tragedia vuelve a sobrevenirles: Céreas, enamorado de Leucipa, la secuestra y hace creer a Clitofonte, que los persigue, que esta ha sido decapitada y su cabeza arrojada por la borda.
Clitofonte regresa desolado a Alejandría donde conoce a Melita, un viuda de la ciudad de Éfeso, que se enamora perdidamente de él. Clitofonte acepta casarse con ella y marchar con ella a Éfeso. Sin embargo, Clitofonte se niega a consumar el matrimonio antes de llegar a la ciudad. Una vez llegan a Éfeso, descubre allá que su amada Leucipa está viva, igual que Tersandro, el marido de Melita. Este regresa a casa e intenta violar a Leucipa y procesar a Clitofonte por adulterio. 
Finalmente, Clitofonte prueba su inocencia. Leucipa, por su parte, prueba que su virginidad se mantiene intacta entrando en el templo de la diosa Artemisa. En ese momento, Sostratos, padre de la joven, llega a Éfeso y anuncia a los jóvenes que tanto él como el padre de Clitofonte aprueban el matrimonio de ambos jóvenes. También se muestra que Clistenes se ha convertido en un marido honesto. La novela acaba con la boda de los enamorados en Bizancio, la ciudad de Leucipa.

## Influencia
Se han encontrado paralelismos literarios entre Leucipa y Clitofonte y el texto apócrifo cristiano Hechos de Andrés, composiciones más o menos contemporáneas.
Una copia de Leucipa y Clitofonte se conservaba en la extensa biblioteca del magnate provincial bizantino Eustacio Boilas en el siglo XI.
Leucipa y Clitofonte es la fuente clave de la novela Hismines e Hisminia, del autor griego del siglo XII Eustacio Macrembolita (o Eustacio). Este libro fue traducido frecuentemente durante el Renacimiento.
Leucipa y Clitofonte también es imitada en Historia de los amores de Clareo y Florisea del escritor español Alonso Núñez de Reinoso (Venecia, 1552). Esta novela fue traducida al francés como Les Amours de Florisee et Clareo et de la peu fortunee Ysea por Jacques Vincent (París, 1554).
Una adaptación francesa de la novela de Aquiles Tacio (con cambios significativos) fue publicada como Les adventureuses et fortunees amours de Pandion et d'Yonice (1599) por Jean Herembert, sieur de la Rivière.